# Petrus Frans van Kerckhoven
Petrus Frans van Kerckhoven, född 10 november 1818 i Antwerpen, död där 1 augusti 1857, var en flamländsk författare.
van Kerckhoven utgav tidskrifter, författade populära romaner (till exempel Daniel, 1845). Hans Velledige werken utkom i 13 band 1869–73.